# Maria Assunta Pallotta
Maria Assunta Pallotta (Force, 20 agosto 1878 – Tong-Eul-Keou (oggi Dongergou), 7 aprile 1905) è stata una religiosa italiana, appartenente alle Suore francescane missionarie di Maria e beatificata il 7 novembre 1954.

## Biografia
Nacque a Force nelle Marche. A sei anni iniziò la scuola elementare, ma la frequentò poco perché in famiglia c'era bisogno del suo aiuto, così conobbe presto la vita di lavoro e di sacrificio.
In seguito lavorò presso il sarto del paese; all'età di dodici anni fece la Prima Comunione e passò primi anni nella preghiera e nella devozione alla Madonna, divenendo piccola maestra di catechismo e maturando la vocazione per diventare suora. Per la vita religiosa si preparava con dure penitenze, digiuni, preghiera costante e con la lettura delle Vite dei Santi. Dopo un'iniziale opposizione, i genitori dettero il loro consenso. Nel 1897 Maria Assunta manifestò la propria vocazione a monsignor Luigi Canestrari, che si trovava in quel tempo a Force. Il prelato ottenne per lei a Roma l'accettazione nell'Istituto delle Francescane Missionarie di Maria.

### Noviziato
Il 5 maggio 1898 lasciò la casa paterna per recarsi nella Casa Madre delle Francescane Missionarie di Maria a Roma. Nella sua relazione, la Madre Direttrice ebbe per lei parole di approvazione: A lei si poteva domandare qualunque cosa: il servizio più umile, il lavoro più pesante, erano sempre accettati e compiuti con allegrezza. Dopo alcuni mesi di postulato vestì l'abito delle Suore Francescane Missionarie di Maria, fu chiamata con il nome di suor Maria Assunta e andò a fare il noviziato a Grottaferrata. La Maestra delle Novizie attestò che suor Maria Assunta ebbe un comportamento esemplare e non meritò la minima osservazione sulla condotta. Una suora, compagna di Maria Assunta, affermò che il ricordo di [Maria Assunta] [...] semplice e [...] umile mi è rimasto [...] come una [...] immagine di pace e di unione con Dio.

### Voti
Pronunciò i voti l'8 dicembre 1900 nella Chiesa di Sant'Elena a Roma. Nel novembre 1902 venne destinata a Firenze e vi restò fino al giorno della sua partenza per la Cina. La Madre Superiora disse di lei: ...l'amor di Dio si mostrava così vivo in lei, che tutto il suo aspetto completava ciò che le parole non potevano esprimere. Il 13 febbraio 1904 a Firenze, nella Casa del Santo Nome di Gesù, suor Maria Assunta fece la professione perpetua e, in seguito, fece domanda alle Superiori per essere mandata come missionaria: la sua domanda fu accolta ed ella fu inviata in Cina, nel luogo in cui avevano subito il martirio, con la Ribellione dei Boxer, sette Francescane Missionarie di Maria il 9 luglio 1900, nello Shanxi, quasi nel nord della Cina. Suor Maria Assunta si imbarcò a Napoli il 19 marzo 1904.

### Missionaria in Cina
La nostra buona sorella Assunta [...] visse poco tempo e non fece molto rumore attorno a sé nella missione.[...]Era attenta nel servizio, caritatevole con tutti [...]avrebbe dato volentieri la vita per salvare tante anime[...]. Ebbe uno stato di turbamento e di prostrazione spirituale, perché spesso soleva chiedere perdono per le sue mancanze contro la regola e contro i superiori, che in realtà non aveva commesso. Negli ultimi mesi della sua vita provò un rinnovato fervore spirituale: Si sentiva che essa non viveva più che con Dio......aveva imparate delle orazioni in cinese che andava ripetendo continuamente con un'orfanella indigena, sua compagna di lavoro.... Nel 1905 scoppiò un'epidemia di tifo e alcune suore della missione si ammalarono. Negli Annali delle Francescane Missionarie di Maria del 1905, si trova una relazione di questo fatto nelle lettere inviate dalla Superiora della Casa di Tung-eul-keu, Madre Maria Sinforiana del Sacro Cuore, alla Madre Superiora Generale dell'Istituto.

### Morte e beatificazione
Il 19 marzo, anniversario della sua partenza per le Missioni, anche suor Maria Assunta si ammalò e il 7 aprile morì, lasciando per tre giorni nella casa un soave profumo;i cinesi la chiamarono La Santa dai profumi. Nel 1913 fu ordinata la ricognizione del corpo, che fu trovato ben conservato e incorrotto, e le spoglie furono quindi tumulate nel cimitero della Missione. La Postulazione Generale dell'Ordine dei Minori, per desiderio di Pio X, cominciò fin dal 1913 a occuparsi del Processo di Beatificazione e Canonizzazione, che fu condotto a compimento il 7 aprile 1921. Fu proclamata beata dal papa Pio XII il 7 novembre 1954.